# 레보세티리진
레보세티리진(Levocetirizine), 브랜드명 씨잘(Xyzal) 등은 알레르기 비염 (건초열)과 원인이 불분명한 장기간 지속되는 두드러기 치료에 사용되는 2세대 항히스타민제이다. 구세대 항히스타민제보다 진정 효과가 적다. 경구 투여 알약 형태이다.
대표적인 부작용으로는 졸음, 입안의 건조감, 기침, 구토, 설사 등이 있다. 임신 중 사용은 안전한 것으로 보이지만, 연구가 충분히 이루어지지 않았으며 모유 수유 도중 사용은 안전성이 불분명하다. 레보세티리진은 2세대 항히스타민제로 분류되며, 히스타민 H1 수용체를 차단하는 방식으로 작용한다.
레보세티리진은 2007년 미국에서 의료용 사용 허가를 받았으며, 제네릭 의약품으로도 구할 수 있다. 2022년에는 미국에서 152번째로 많이 처방된 약물로, 3백만 건 이상의 처방이 있었다.

## 이용
레보세티리진은 알레르기 비염 증상을 경감시키는 데 사용된다. 이는 눈물, 콧물, 재채기, 두드러기, 가려움증과 같은 전형적인 알레르기 증상을 감소시키는 효과가 있다.

## 부작용
레보세티리진은 비진정성 항히스타민제로, 상당한 양을 섭취해도 뇌에 침투하지 못하고 졸음을 유발하지 않는다. 또한 레보세티리진은 건강한 사람에게서 QT 간격의 연장도 크지 않아 심장 재분극 과정의 안전성은 다른 항히스타민제보다 덜 위험하다. 하지만 일부 사람에게 약간의 졸림, 두통, 구강건조증, 어지럼증, 시력 문제(주로 시야 흐림), 심계항진, 피로 등의 증상이 나타나는 것이 보고되었다.
2025년 5월 16일, 미국 식품의약국 (FDA)은 레보세티리진 또는 세티리진의 장기간 사용을 중단한 후 발생할 수 있는 드물지만 심한 가려움증인 가려움증에 대해 약물 안전 통신을 발표했다. 이러한 가려움증은 일반적으로 몇 달 이상, 종종 몇 년 동안 매일 이 약을 사용했으며 약물 복용 전에는 가려움증을 경험하지 않았던 환자에게서 보고되었다.

## 약리학
레보세티리진은 항히스타민제이다. 이는 히스타민 H1 수용체에서 활동을 감소시키는 역작용제로 작용한다. 결과적으로 다른 알레르기 화학물질의 방출을 막고 해당 부위의 혈액 공급을 증가시켜 건초열의 일반적인 증상을 완화한다. 레보세티리진((R)-(-)-세티리진)은 본질적으로 (±)-세티리진의 카이랄 전환이다. 이 광학 이성질체, 즉 유토머는 더 선택적이며 (S)-상응물인 디스토머는 비활성이다.

## 화학적 특성
화학적으로 레보세티리진은 세티리진의 활성 좌선성 광학 이성질체로, 세티리진의 좌선 이성질체(l-enantiomer)라고 부르기도 한다. 이는 다이페닐메틸피페라진 계열의 항히스타민제에 속한다.

## 역사
레보세티리진은 2001년 벨기에 제약회사 UCB (Union Chimique Belge)에 의해 처음 출시되었다.

## 사회와 문화

### 이용 가능성
2017년 1월, 미국 식품의약국은 일반의약품 제제를 승인했다. 레보세티리진은 이전에 2007년 FDA로부터 전문의약품으로 승인받았으며, 이미 유럽 대부분 지역에서 판매되고 있었다. 인도에서는 레보세티리진 염산염과 몬테루카스트를 포함하는 처방약이 Crohist MK라는 이름으로 판매된다.

### 브랜드 이름

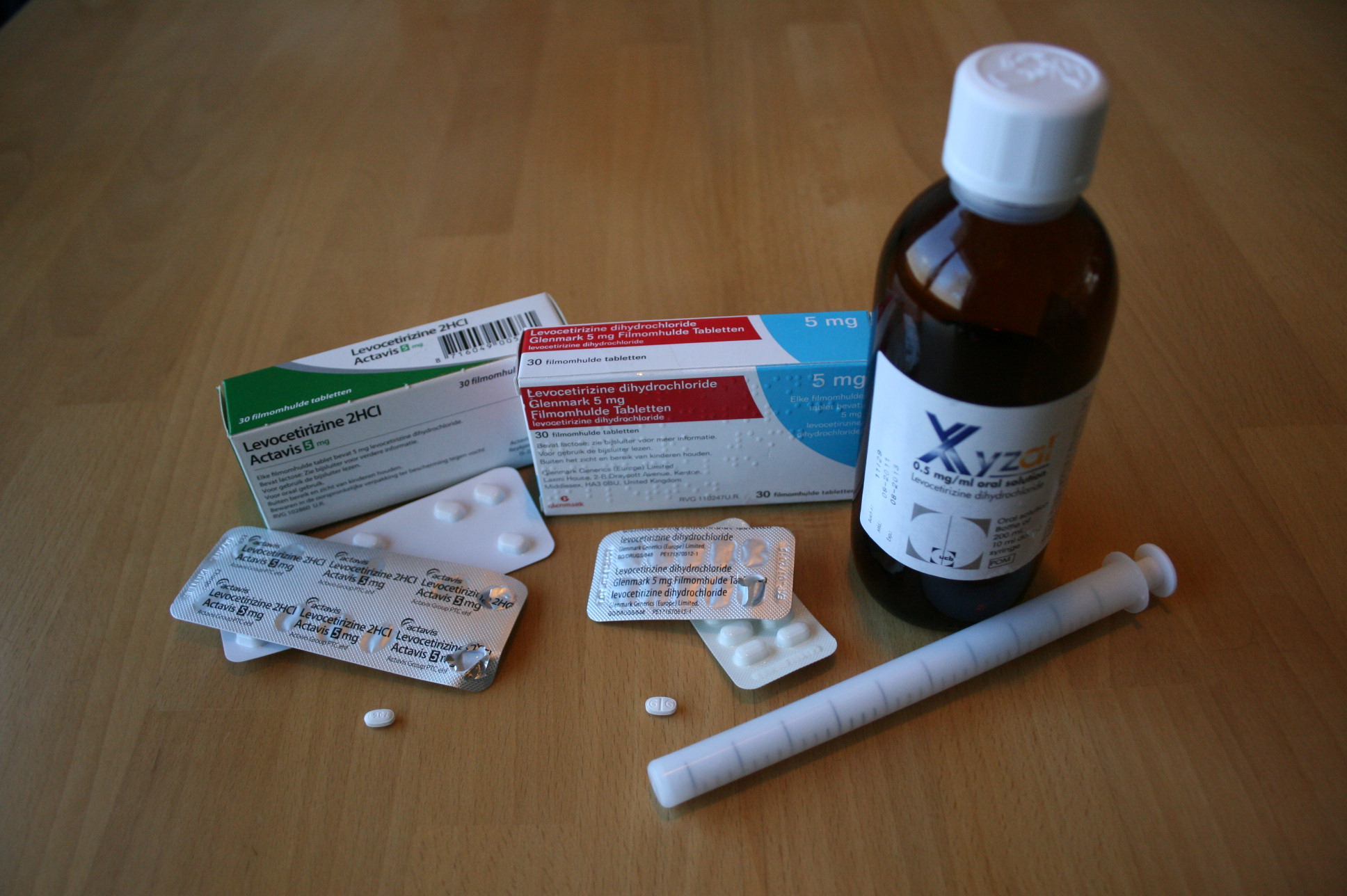
다양한 브랜드(악타비스, 글렌마크, UCB)의 레보세티리진 정제 및 경구액

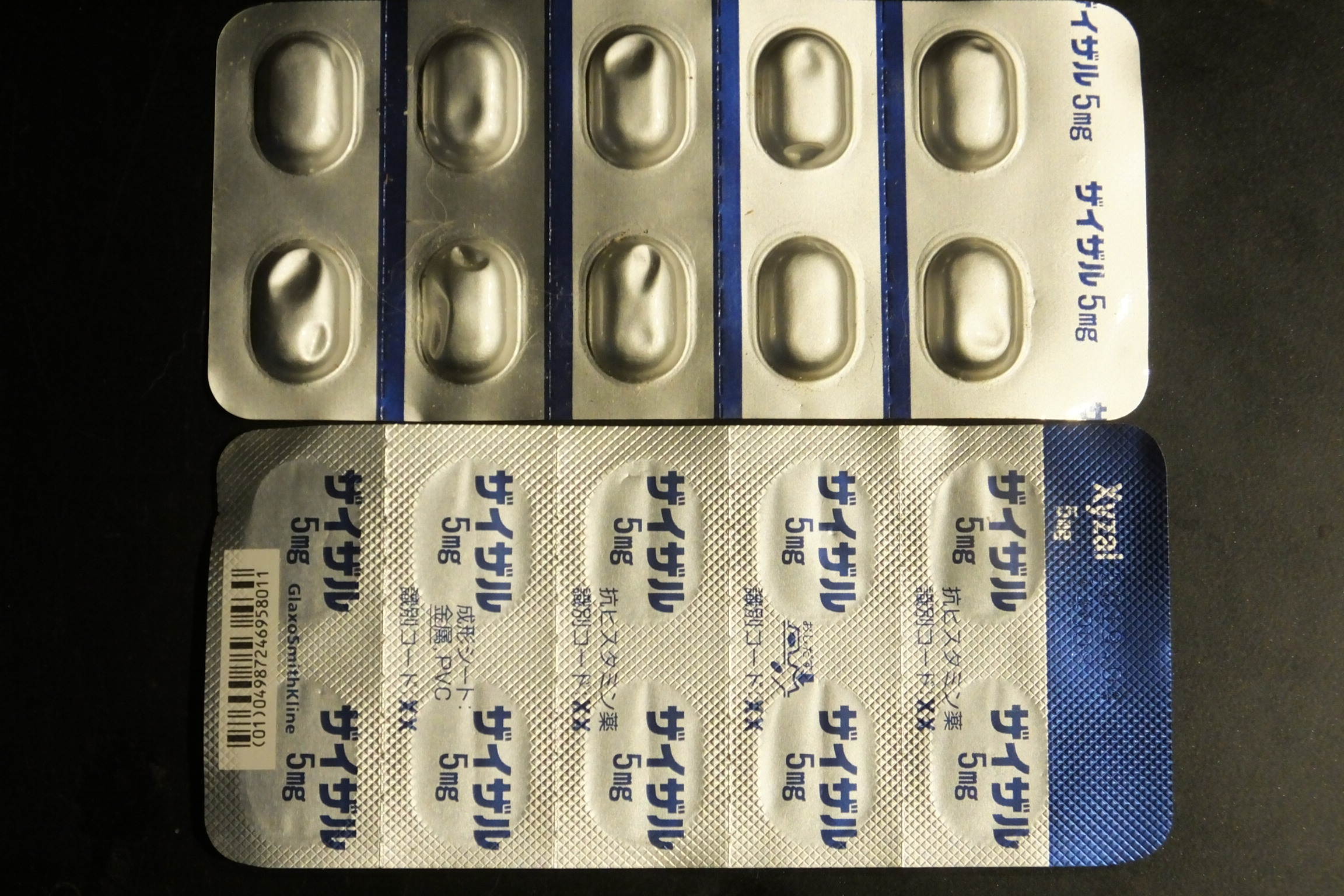
일본 내 자이잘 정제 5mg

레보세티리진 제제는 다음 브랜드명으로 판매된다.
- Xyzal /ˈzaɪˌzɑːl/ (호주, 오스트리아, 불가리아, 크로아티아, 키프로스, 체코, 핀란드, 프랑스, 홍콩, 헝가리, 인도, 아일랜드 (리노잘도 포함), 이탈리아, 일본, 리투아니아, 네덜란드, 폴란드, 포르투갈, 루마니아, 대만, 태국, 튀르키예, 필리핀, 세르비아, 싱가포르, 슬로바키아, 슬로베니아, 남아프리카, 스위스, 영국). 2007년 5월, 미국 식품의약국은 Xyzal을 승인했으며, 이는 사노피-아벤티스와 공동 마케팅한다.
- 스페인에서는 Xazal.[19]
- 인도네시아에서는 Avocel, Histrine Levo, Xybat.
- 키프로스에서는 Zobral.
- 인도에서는 Levobert.
- 독일과 멕시코에서는 Xusal.
- 그리스에서는 Xozal.
- 칠레에서는 Degraler.
- 이집트에서는 Allevo.
- 헝가리에서는 Zilola, Histisynt, Xyzal (UCB).
- 방글라데시에서는 Alcet, Curin, Seasonix.
- 인도에서는 Vozet, Uvnil.
- 파키스탄에서는 T-Day Syrup.
- 네팔에서는 Curin.[20]
- 체코 공화국과 슬로바키아에서는 Zenaro.
- 칠레에서는 Xuzal, Zival.
- 세르비아에서는 Cezera, Levosetil, Robenan, Xyzal.[21]
- 아일랜드에서는 Rinozal, Xyzal.
- 모로코에서는 Xycet.[22]